# Teatrul de vară Radu Beligan din Bacău
Teatrul de vară Radu Beligan din Bacău, care se află lângă parcul Cancicov, pe Aleea Parcului, ajuns inutilizabil din cauza degradării, a fost renovat în 2009.
Proiectul de reabilitare a fost realizat de arhitectul italian Alessandro Amirante, care a păstrat arhitectura veche a teatrului și a integrat în ea lucrări noi, moderne.
Renovarea a constat într-o reconstrucție în proporție de 90% a fostului teatru construit în 1960 și aflat mai mulți ani în ruină, până când a început reabilitarea. Elementele care îi conferă construcției caracterul de unicat le constituie arcele de lemn lungi de 49 de metri (realizate cu elemente din lemn curbat adus din Italia), care alcătuiesc o structură de lemn de 2200 metri pătrați. Pentru realizarea noului Teatru de vară a fost necesară turnarea a 1400 de metri cubi de beton la o adâncime de 6 metri.
Modernizarea acestui teatru a presupus îmbunătățirea condițiilor de organizare a evenimentelor culturale și artistice, prin acoperirea perimetrului teatrului cu o structură de închidere, introducerea instalațiilor de încălzire-răcire, lucrări de consolidare printr-o intervenție la structura inițială, modernizarea gradenelor, înlocuirea pardoselilor interioare și a pavimentelor din exterior, a porților de acces și a balustradelor, înlocuirea instalațiilor electrice de iluminat, refacerea instalațiilor sanitare și de stingere a incendiilor, înlocuirea scaunelor cu altele mai confortabile cu design modern.
Clădirea renovată, care a fost inaugurată în 23 noiembrie 2009, are o capacitate de 1.500 de locuri.
Deși Teatrul de Vară a fost inaugurat cu fast, el nu poate fi folosit nici după doi ani de la finalizarea lucrărilor de modernizare, deoarece șefii din Primărie nu au dat bani și pentru instalațiile de sonorizare și de lumini.